# Alfred Van Landeghem
Alfred Van Landeghem fue un deportista belga que compitió en remo como timonel.
Participó en dos Juegos Olímpicos de Verano en los años 1900 y 1908, obteniendo dos medallas, plata en París 1900 y plata en Londres 1908. Ganó seis medallas en el Campeonato Europeo de Remo entre los años 1900 y 1902.

## Palmarés internacional
| Juegos Olímpicos   | Juegos Olímpicos      | Juegos Olímpicos | Juegos Olímpicos   |
| Año                | Lugar                 | Medalla          | Prueba             |
| ------------------ | --------------------- | ---------------- | ------------------ |
| 1900               | París (Francia)       | Medalla de plata | Ocho con timonel   |
| 1908               | Londres (Reino Unido) | Medalla de plata | Ocho con timonel   |
| Campeonato Europeo |                       |                  |                    |
| Año                | Lugar                 | Medalla          | Prueba             |
| 1900               | París (Francia)       | Medalla de oro   | Cuatro con timonel |
| 1900               | París (Francia)       | Medalla de oro   | Ocho con timonel   |
| 1900               | París (Francia)       | Medalla de plata | Dos con timonel    |
| 1901               | Zúrich (Suiza)        | Medalla de oro   | Ocho con timonel   |
| 1902               | Estrasburgo (Francia) | Medalla de oro   | Dos con timonel    |
| 1902               | Estrasburgo (Francia) | Medalla de oro   | Ocho con timonel   |